# Hwanyeo
Hwanyeo (hangul: 화녀) é um filme produzido na Coreia do Sul, dirigido por Kim Ki-young e lançado em 1971